# アレクサンダー・シュトルツ
アレクサンダー・シュトルツ(Alexander Stolz，1983年10月13日 - )は、西ドイツ・プフォルツハイム出身の元サッカー選手。現役時代のポジションはゴールキーパー。

## 経歴
2013年、第2GKとしてTSG1899ホッフェンハイムに加入した。しかし出場機会はほとんど訪れず、2017-18シーズンには新加入のグレゴール・コベルに第2GKの立ち位置を奪われた。